# 博多織

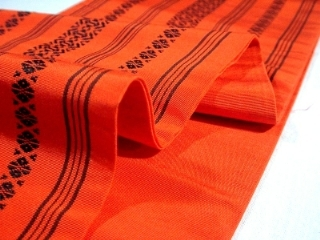
博多帯

博多織（はかたおり）とは、福岡県福岡市の主に博多地区で特産とされる絹織物。最近は福岡市周辺に産地が分散しつつある。江戸時代、福岡藩黒田氏から徳川将軍家について献上された事から、特に最上の物を献上博多などとも呼ばれる。経済産業大臣指定伝統的工芸品に指定されている。

## 特徴
細い経糸（たていと）を多く用い、太い緯糸（よこいと）を筬で強く打ち込み、主に経糸を浮かせて柄を織り出すのが博多織の特徴。先染めまたは先練り。材料は絹糸・金糸・銀糸など。生地に厚みや張りがあって、帯としての用途に適する。博多帯の締め心地には定評があり、締める際には「キュッキュッ」と絹鳴りする。
大相撲の力士は、幕下以上にならなければ博多帯を締めることを許されず、三段目以下はベンベルグとなる。
博多織の中でも上質な「献上博多」は、独鈷と華皿（共に仏具）と子持ち縞をあしらった模様が特徴。献上博多は福岡市地下鉄博多駅のシンボルマークともなっている。
現在ではほとんど博多織製品は機械織りによる。産地は博多のみならず、福岡市内・福岡県内外各地に広がっている。博多織工業組合が取りまとめを行い、博多織の品質を証明する証紙の発行などを行う。「博多織」の商標は博多織工業組合が有し、地域団体商標として2007年に再提出もしている。
また博多織は伝統的な和装への利用のみならず、「HAKATA JAPAN」の商標で洋服やバッグ・財布への活用がなされている。桂由美の手による教皇ヨハネ・パウロ2世の祭服にも博多織が用いられた。
櫛田神社そばの「博多町家ふるさと館」では博多織の手織り実演がなされている。また毎年11月初旬頃に承天寺にて博多織の新作品評会「博多織求評会」が開催される。

## 歴史
福岡市周辺では弥生時代前期の福岡市早良区有田遺跡など数多くの遺跡から絹織物が出土し、古くから絹織物生産が盛んであったことが判明しているが、鎌倉時代の1241年に円爾（弁円）と共に宋から帰国した博多商人の満田弥三右衛門（1202年-1282年）が新たに持ち帰った唐織の技術が博多織の始まりとされる。弥三右衛門はこれを「広東織」と称し、この技法を家伝とした。独鈷と華皿の図案化は弁円のアドバイスによるものと伝えられる。弥三右衛門は織物技術の他素麺や麝香丸などの製法も習得し、これらは人々に教えたという。
16世紀、弥三右衛門の子孫である満田彦三郎が明の広州に渡って織物技法を研究。帰国後、家伝の技法と学んだ新技術を以て、竹若伊右衛門（藤兵衛）と共に工法の改良を重ねて厚地の織物を作ったとされる。緻密な所は琥珀織（タフタ）に似て、浮線紋や柳条の模様が浮き出たものであった。地質が非常に堅く、反物としてよりも帯として用いられ、これが博多帯の始まりとなる。彦三郎らはこれを「覇家台織」（はかたおり）と名付けた。ちなみに「覇家台」とは中国における博多の呼称の1つである。
江戸時代になり、筑前国福岡藩初代藩主黒田長政によって博多織の反物と帯が幕府に献上されるようになる。これにより博多織が献上博多、博多献上、献上柄とも呼ばれることとなる。献上博多織は青・赤・紺・黄・紫の5色を揃え、それ故に五色献上や虹献上と呼ばれる。刈安染の青は「仁」を、茜染の赤は「礼」を、藍染の紺は「智」を、鬱金染ないし楊梅皮染の黄は「信」を、そして紫根染の紫は「徳」を表している。特に帯は締め心地が良く崩れないため刀などを差す際に重宝され、主に武家、武士侍に愛用され、男帯は博多織が大部分を占めるようになった。現在でも角帯は多くの男性に愛用されている。
1815年、商人の山崎権兵衛が、歌舞伎役者の市川団十郎と岩井半四郎に、歌舞伎の「夏祭浪花鑑」で博多帯、筑前絞りを着用して演じてもらう。その影響で博多帯が当時の流行になったという。他に中村仲蔵が、仮名手本忠臣蔵の中で、斧定九郎を演じた時、黒の羽二重に白の博多帯の衣装で演じ粋で話題になりその後、定九郎の衣装が定着。また、市川團十郎が歌舞伎十八番の助六で着用するなど、歌舞伎舞踊、世話物の女帯（伊勢音頭恋寝刃の仲居万野など）、男帯、遊女・芸者の帯など、歌舞伎の演目で博多帯は定番衣装として用いられている。また相撲力士は幕下に上がると、博多帯を締めることが許される。また古典音楽奏者、落語家、講談師などにも幅広く愛用されている。
福岡藩は献上品の品質保持を理由に織屋株制度を敷いて12戸に限定したため、江戸時代を通して品質を維持することができた。しかし明治時代に株制度が廃止され自由競争となると業者が乱立。品質低下を防止するため1880年に博多織会社が設立、6年後に博多織同業組合となり、変遷を経て、出資組合である現在の博多織工業組合となった。1885年にはジャカード機やドビー機が導入され、本格的な機械織生産を開始。
戦後、高度成長期に需要が増大し、生産高・組合員数が過去最高となるも、オイルショックやバブル崩壊で減少に転じる。1971年に織職人の小川善三郎が人間国宝に認定され、1976年6月2日に博多織が国から伝統工芸品に指定される。善三郎の子の小川規三郎は2003年に人間国宝に認定された。
伝統工芸士の熟練技術をコンピュータで再現させるエキスパートシステム化プロジェクトが博多織についても1994年から始まり、その過程でカラー写真織技術が開発される。試作1号品は来日したクリントン大統領夫妻に贈呈された。
2002年には、博多祇園山笠の人形の衣装の生地として、西陣織から博多織に改められる。
博多織の発展と次世代職人の育成を目的としたNPO法人「博多織技能開発養成学校（博多織デベロップメントカレッジ）」が2006年4月に設立され、後進の育成が図られている。
（一方、博多織とともに筑前の和服の特産であった筑前絞りは平成七年、最後の会社が廃業し、伝統が終わってしまった。）

## 博多織七品目
- 献上／変わり献上

「献上」は経畝織りし、独鈷・華皿・縞の紋を浮けたてであしらう。「変わり献上」は平織りし、紋をアレンジする。
- 平博多

経畝織りの無地織物。
- 間道（かんどう）

縞織物。平織りの変化織り、ないし綾織り・朱子織り、あるいは綾織り・朱子織りの変化織による。
- 総浮（そううけ）

重ね織りし、浮けたてで紋をあしらう。
- 重ね織

紋を経糸で、または経糸と緯糸で表す。
- 綟り織（もじりおり）

搦み織りし、浮けたてで紋をあしらうか、経糸と緯糸で表すか、絵緯糸で表すこととする。
- 絵緯博多（えぬきはかた）

平織りの変化織り、ないし綾織り・朱子織り、あるいは綾織り・朱子織りの変化織とする。紋は緯糸で表す。ただし平織りの変化織り以外では、絵緯糸を経糸を用いて裏とじする。

## 証紙の種類
- 金証紙 - 経糸・緯糸共に本絹を使用。かつての銀証紙。
- 緑証紙 - 経糸が本絹、緯糸が本絹以外の絹糸を使用。
- 紫証紙 - 経糸・緯糸共に本絹以外の絹糸を使用。
- 青証紙 - 天然繊維・化学繊維・合成繊維など、絹以外の繊維を使用。

## 参考資料
- 杉原実 『博多織史』 葦書房、1998年、ISBN 4-7512-0722-9。